# Cementerio Teutónico
El Cementerio Teutónico (en italiano: Cimitero Teutonico) es un sitio de entierro junto a la Basílica de San Pedro en la Ciudad del Vaticano.
Situado donde una vez estuvo el Circo de Nerón en el período del Imperio romano, fue el sitio del martirio de muchos de los primeros cristianos de la ciudad.
Durante la Edad Media, se construyó una escuela en el lugar, supuestamente por el emperador Carlomagno. En el siglo XV se dedicó a los residentes de habla alemana de la ciudad. Hay dos institutos de estudio y dos capillas adosadas al cementerio, una de ellas el lugar de sepultura de los guardias suizos que cayeron en defensa de la ciudad contra las fuerzas del nuevo Reino de Italia en 1870.
En los últimos tiempos, el cementerio estuvo reservado para el entierro de los miembros de habla alemana de las diversas instituciones religiosas en Roma. En febrero de 2015, Willy, un belga sin hogar, fue enterrado en el cementerio con la ayuda financiera de una familia alemana, tras su aprobación por el papa Francisco, reflejando su máxima de que él quiere "una iglesia pobre, para los pobres".
En julio de 2019 un Tribunal de Roma ordenó la apertura de los osarios del cementerio para ver si en su interior se encontraban los restos de Emanuela Orlandi, joven ciudadana del Vaticano desaparecida en Roma el 22 de junio de 1983. El resultado fue negativo.